# Christopher Sheridan
Christopher Scott Sheridan (Spring (TX), Estados Unidos, 11 de mayo de 1992) es un futbolista profesional estadounidense. Su posición es Portero y su equipo actual es el Club Platense, de la Primera División de Honduras.

## Trayectoria
Christopher Sheridan nació en Spring (Texas) pero creció en Houston donde jugó en varios clubes infantiles. Christopher Sheridan formó parte de la estructura de fuerzas básicas del Houston Dynamo desde los 15 años, teniendo paso por equipos de Segunda y Tercera División. 
A los 17 años llegó a las fuerzas básicas del Eastern New Mexico University y en el año 2010 fue ascendido al primer equipo, donde tuvo destacada participación. En ese mismo año llegó al Houston Dutch Lions donde si tuvo una excelente participación. Para el verano del año 2013 se unió a las filas del New Mexico Lobos donde estuvo hasta finales de ese año.
Para el Torneo Clausura 2014 es fichado a préstamo al Club Deportivo Platense de Honduras.

## Clubes
| Club                          | País           | Año         |
| ----------------------------- | -------------- | ----------- |
| Eastern New Mexico University | Estados Unidos | 2010 - 2011 |
| Houston Dutch Lions           | Estados Unidos | 2011 - 2013 |
| New Mexico Lobos              | Estados Unidos | 2013        |
| Club Platense                 | Honduras       | 2014 -      |